# Matilde Lalín
Matilde Noemí Lalín es una matemática argentino-canadiense especializada en teoría de números y conocida por su trabajo sobre  funciones L, medida de Mahler y sus conexiones. Es profesora de matemática en la Universidad de Montreal.

## Educación y carrera
Lalín es originaria de Buenos Aires, y tiene  doble ciudadanía de Argentina y Canadá. Como estudiante de secundaria, representó a Argentina. dos veces en la Olimpiada Internacional de Matemática, en 1993 y 1995, ganando una medalla de plata en 1995.
Obtuvo una licenciatura en 1999 de la Universidad de Buenos Aires. Después de comenzar sus estudios de posgrado en la Universidad de Princeton y pasar un período como estudiante visitante en Universidad de Harvard, completó su doctorado en 2005 en la Universidad de Texas en Austin. Su disertación, Algunas relaciones de la medida de Mahler con volúmenes hiperbólicos y valores especiales de L -Funciones, estuvo supervisada por Fernando Rodríguez-Villegas.
Se convirtió en investigadora postdoctoral en el  Institute for Advanced Study, el Mathematical Sciences Research Institute, el  Institut des Hautes Études Scientifiques, el  Instituto Max Planck de Matemática y el Pacific Institute for the Mathematical Sciences, antes de obtener un puesto de profesora titular en 2007 como profesora asistente de matemática en la Universidad de Alberta. Se mudó a la Universidad de Montreal en 2010, obtuvo el puesto de profesora asociada allí en 2012 y fue ascendida a profesora titular en 2018.

## Reconocimiento
Lalín es la ganadora en 2022 del Premio Krieger–Nelson de la Canadian Mathematical Society, "por sus destacadas contribuciones a la investigación en teoría de números y áreas relacionadas". Fue nombrada a la promoción de 2023 de becarios de la American Mathematical Society, "por sus contribuciones a la teoría de números, incluido el estudio de las funciones L, y por su servicio a la comunidad matemática". En 2024, se convertirá en miembro de la  Asociación de Mujeres en Matemática (AWM por Association for Women in Mathematics), "Por sus continuas contribuciones a la AWM, en particular su papel de liderazgo en la Red de Mujeres en Números (Women in Numbers Network) y sus considerables contribuciones a su crecimiento; su servicio al Comité de la Unión Internacional de Matemática para Mujeres (International Mathematics Union Committee for Women); y por sus ardientes esfuerzos para hacer que las conferencias sean más acogedoras y accesibles para los investigadores mediante la promoción activa de recursos de cuidado infantil."